# شقراق أرضي حرشفي
شقراق أرضي حرشفي (الاسم العلمي: Geobiastes squamiger)، نوع من الطيور أحادي الجنس يتبع فصيلة الشقراقيات الأرضية القريبة من الجواثم. وهو مستوطن في شرق مدغشقر. موئله الطبيعي هو غابات الأراضي المنخفضة الرطبة شبه الاستوائية أو الاستوائية. عُثر على الشقراق
```
الأرضي الحرشفي على ارتفاعات أقل من 1000 متر (3300 قدم)، وهو أحد الطيور القليلة في مدغشقر التي تعيش في 
الغابات المطيرة
 المنخفضة.
[
5
]
```